# New Brighton (Minnesota)
New Brighton és una població dels Estats Units a l'estat de Minnesota. Segons el cens del 2000 tenia 22.206 habitants.

## Demografia
Segons el cens del 2000, New Brighton tenia 22.206 habitants, 9.013 habitatges, i 5.903 famílies. La densitat de població era de 1.291,2 habitants per km².
Dels 9.013 habitatges en un 28,8% hi vivien nens de menys de 18 anys, en un 52,4% hi vivien parelles casades, en un 10% dones solteres, i en un 34,5% no eren unitats familiars. En el 26,1% dels habitatges hi vivien persones soles el 7,8% de les quals corresponia a persones de 65 anys o més que vivien soles. El nombre mitjà de persones vivint en cada habitatge era de 2,4 i el nombre mitjà de persones que vivien en cada família era de 2,91.
Per edats la població es repartia de la següent manera: un 22,2% tenia menys de 18 anys, un 11,3% entre 18 i 24, un 28,3% entre 25 i 44, un 25,6% de 45 a 60 i un 12,6% 65 anys o més.
L'edat mediana era de 37 anys. Per cada 100 dones de 18 o més anys hi havia 91,4 homes.
La renda mediana per habitatge era de 52.856 $ i la renda mediana per família de 68.724 $. Els homes tenien una renda mediana de 45.291 $ mentre que les dones 32.021 $. La renda per capita de la població era de 27.574 $. Entorn del 3,3% de les famílies i el 4,7% de la població estaven per davall del llindar de pobresa.

## Poblacions més properes
El següent diagrama mostra les poblacions més properes.